# Pompeiana
Pompeiana (Pumpiâna in ligure) è un comune italiano di 852 abitanti della provincia di Imperia in Liguria.

## Geografia fisica
L'abitato di Pompeiana, ad est della bassa valle Argentina, dista in linea d'aria 2 km dal mar Ligure e si trova, disposta in zona centrale, sul versante sud del monte Croce, una collina alta circa 600 metri. La sua buona esposizione a sud, la vicinanza del mare e la collina alle spalle garantiscono un clima mite. Altra vetta del territorio è il monte Selletta (579 m).

## Storia

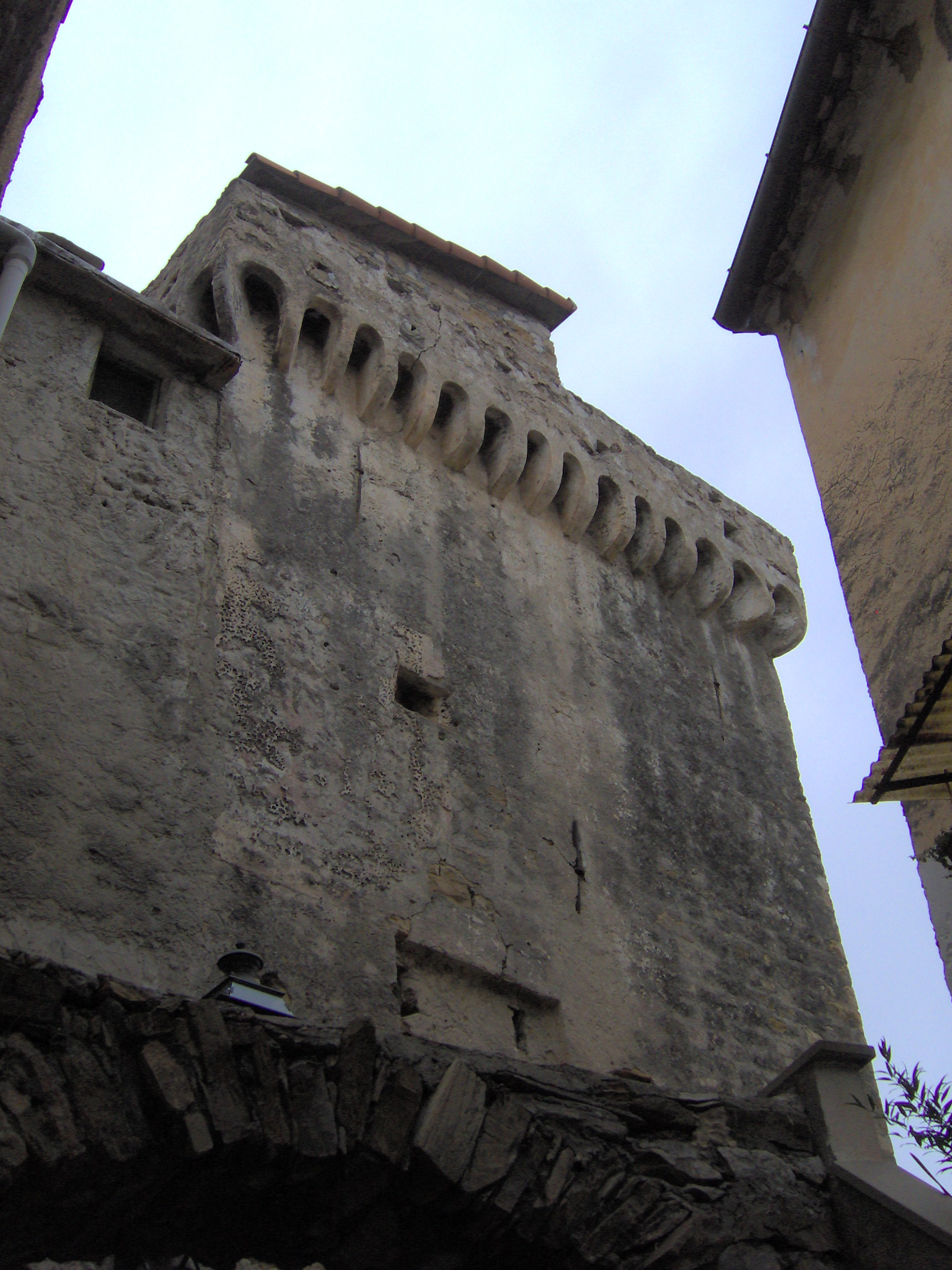
Torre a base quadrata nella borgata di Barbarasa

Il toponimo ha con ogni probabilità origine romane come derivazione dal Fundus Pompeiani, un fondo rustico annesso alla vicina mansio di Costa Balenae. Per il momento, però, nessun documento anteriore all'XI secolo può confermare l'esistenza del paese durante il I millennio.
Nell'anno 1049 l'attuale torrente Santa Caterina, che scorre ad est del paese, è definito fossato di Pompeiana e viene usato per delimitare il confine delle terre che Adelaide di Susa concede ai monaci benedettini di Villaregia di Santo Stefano al Mare, dipendente dall'abbazia di Santo Stefano di Genova. Questa donazione diede origine al cosiddetto Principato monastico di Villaregia, dal quale Pompeiana fu inizialmente esclusa, anche se certamente i benedettini esercitarono presto la loro influenza, anche attraverso la chiesa di Santa Maria, già attiva nel XII secolo. Il Potere temporale fu esercitato prima dai Clavesana e successivamente dai di Quaranta feudatari della vicina Lingueglietta; nel 1153 il vescovo di Albenga infeudò Anselmo di Quaranta per la riscossione delle decime di un elenco di paesi, tra cui figura appunto Pompeiana. Tale incarico fu confermato anche nel 1161 e nel 1206.
Pompeiana entrò a far parte della giurisdizione benedettina del Principato di Villaregia nel 1225 e vi rimase sino al 1335, quando a causa di numerosi debiti contratti, i monaci benedettini vendettero l'intero principato ai Lamba Doria.
Nel periodo fra il 1440 e il 1798 Pompeiana fu separata in Pompiana Superior (o Maior) e Pompiana Inferior. La parte alta fu assegnata al feudo dei di Quaranta, la seconda alla podesteria di Taggia. L'atto ufficiale della sua scissione fu stipulato nella piazza della chiesa parrocchiale, ubicata nella zona superiore, il quale prevedeva la possibilità da parte degli abitanti della zona inferiore di poter frequentare liberamente le funzioni religiose. Nel 1472 i diritti su Pompiana Maior passarono ai marchesi Spinola del ramo di San Luca, che governarono la zona per conto di Genova. Nel 1673, dopo una lunga controversia giudiziaria tra le famiglie Grillo e Gentile, che ne avevano ereditato i diritti per via matrimoniale dopo l'estinzione dei due rami maschili della famiglia Spinola, il possedimento feudale fu riconosciuto ai secondi che lo conservarono fino alla caduta della Repubblica di Genova nel 1797.

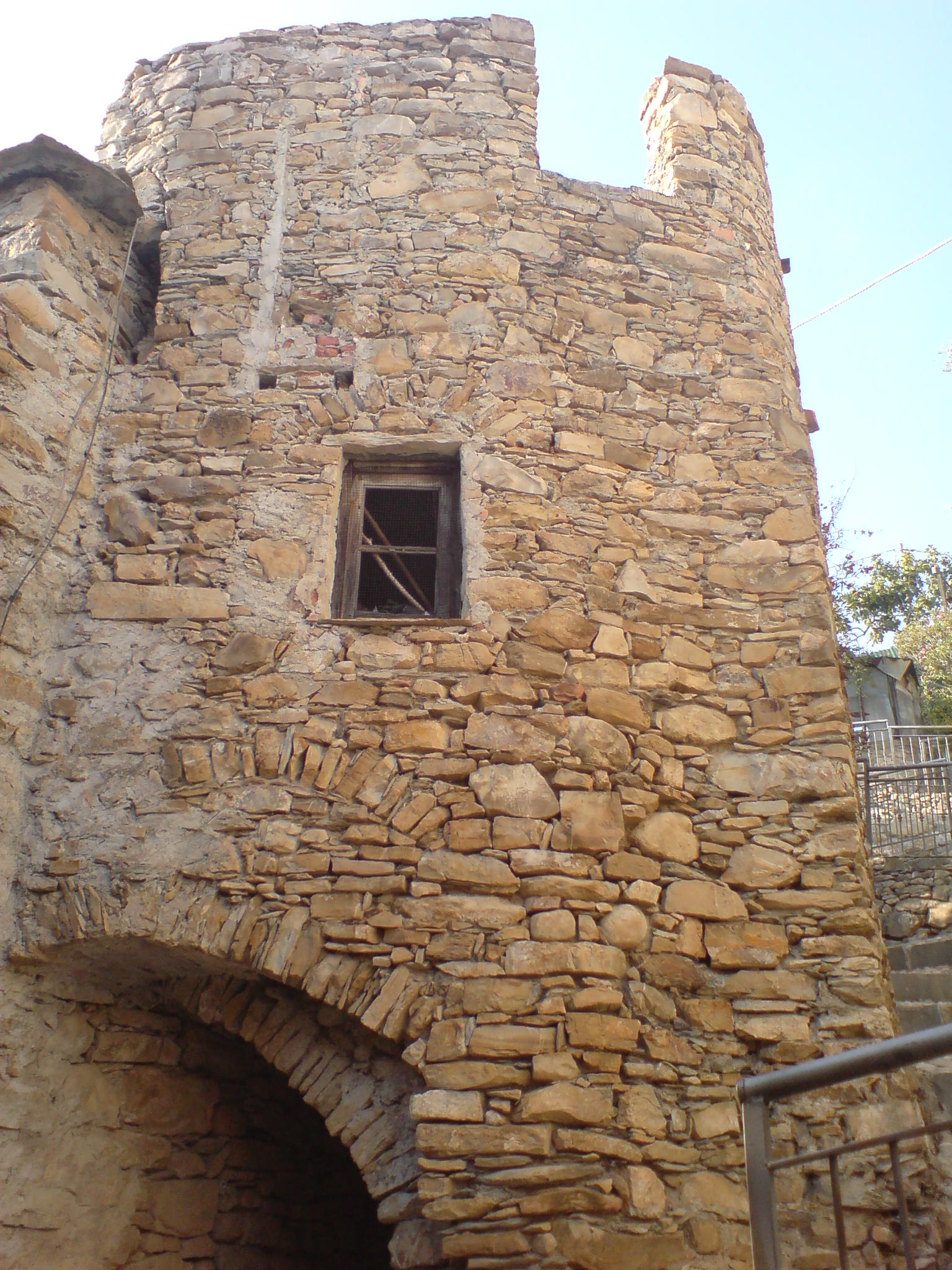
Particolare di una casa fortificata del centro storico pompeianese

Il 22 maggio 1557 subì un'incursione dei pirati barbareschi dove, oltre al saccheggio e all'incendio delle abitazioni, morirono 7 o 8 abitanti, catturati in 25 e abbattuti diversi animali da lavoro. Altre incursioni devastarono il paese e la zona in quel periodo. Interessante la testimonianza pervenuta attraverso una lettera datata al 20 luglio 1564, scritta da Giacomo Filippo (o Filippi), un pompeianese catturato dai predoni, schiavo in Algeri con i figli e le nipoti.
Un documento datato 9 marzo 1704 stabilì, per volontà della locale Confraternita dello Spirito Santo, l'apertura di una pubblica scuola, aperta a tutti i ragazzi della parrocchia.
Con la caduta della Repubblica di Genova sul finire del 1797, e la conseguente istituzione della napoleonica Repubblica Ligure, il territorio di Pompeiana divenne municipalità autonoma che fu inquadrata nel cantone di Taggia nella giurisdizione delle Palme, con capoluogo Sanremo. Dal 1805, con il passaggio della Repubblica Ligure nel Primo Impero francese, rientrò nel circondario di Porto Maurizio del Dipartimento di Montenotte.
Fu annesso al Regno di Sardegna nel 1815 dopo il congresso di Vienna del 1814, a seguito della caduta di Napoleone Bonaparte. Facente parte del Regno d'Italia dal 1861, dal 1859 al 1926 il comune di Pompeiana fu compreso nel V mandamento di Santo Stefano al Mare del circondario di Sanremo facente parte della provincia di Nizza (poi provincia di Porto Maurizio e, dal 1923, di Imperia).
Tra il 1924 e il 1925 il comune di Pompeiana fu soppresso e aggregato al comune di Santo Stefano al Mare; nuovamente soppresso nel 1928, e quindi unito al comune di Riva Santo Stefano, si ricostituì definitivamente nel 1947.
Dal 1973 al 30 aprile 2011 ha fatto parte della Comunità montana Argentina Armea.

### Simboli
Stemma
Gonfalone

Lo stemma e il gonfalone sono stati concessi con decreto del presidente della Repubblica del 4 ottobre 1986.

## Monumenti e luoghi d'interesse

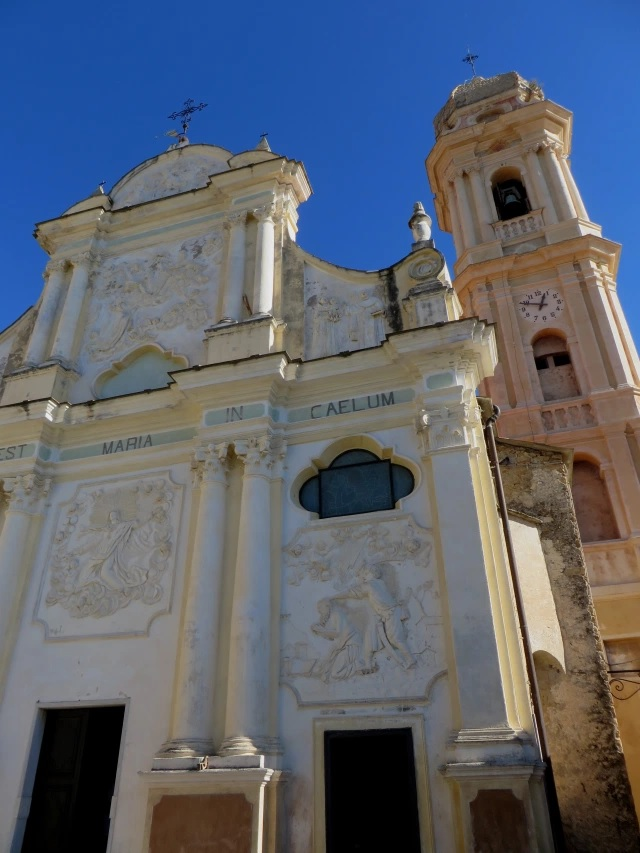
La chiesa parrocchiale di Santa Maria Assunta

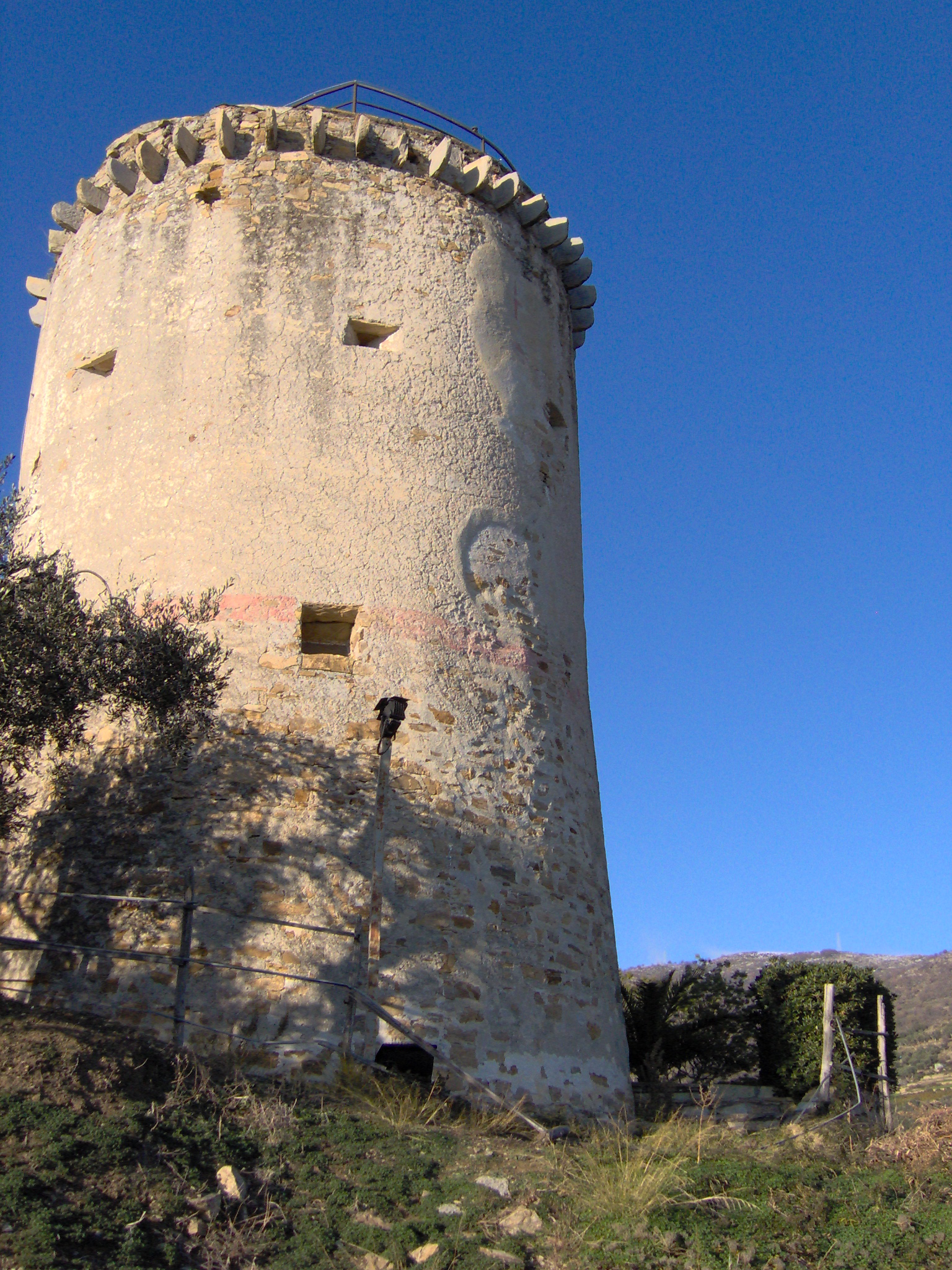
La torre antibarbaresca dei Panei

### Architetture religiose
- Chiesa parrocchiale di Santa Maria Assunta nel capoluogo. Il primo impianto architettonico potrebbe essere risalente all'XI secolo, e quindi allo stile romanico. L'attuale struttura interna fu rifatta nel corso del XVII secolo, in stile barocco, mentre la facciata e l'attiguo campanile sono stati realizzati, rispettivamente, ad inizio Settecento e inizio Ottocento.
- Oratorio di Santa Maria Maddalena nel capoluogo.
- Oratorio di Sant'Antonio di Padova in contrada Barbarasa
- Alcune cappelle, generalmente ubicate nelle diverse borgate di cui è composto il paese, dedicate a san Rocco di Montpellier, san Giuseppe, san Biagio e san Bernardo (quest'ultima all'interno di una ZSC).

### Architetture civili
- Due torri risalenti al XVI secolo con finalità di avvistamento e difesa dalle incursioni dei pirati barbareschi: una a base rotonda, denominata torre dei Panei, che oggi ospita un piccolo museo etnografico aperto al pubblico durante i mesi estivi; la seconda, a pianta quadrata, nell'abitato della borgata di Barbarasa.
- Piccola casa-fortezza nella borgata case soprane.
- Antica fontana, denominata fontana sottana, del XIII secolo. Presenta uno stemma con un Agnus Crocifero, fregio testimoniante il legame del paese ai monaci benedettini.

### Aree naturali
Alle spalle dell'abitato di Pompeiana una zona di 184 ettari è entrata a far parte della rete Natura 2000 con la denominazione di ZSC IT1315922 "Pompeiana". L'area ospita due specie animali piuttosto rare in Italia: il pelodite punteggiato (Pelodytes punctatus) e la lucertola ocellata (Timon lepidus). Al suo interno si trovano gli habitat riconosciuti come prioritari e denominati 6210 "Terreni erbosi seminaturali con fioritura di orchidee", 91HO "Boschi di roverella", 9540 "Pinete mediterranee di pini mesogeni endemici", e 6220 "Praterie substeppiche del tipo Thero-Brachypodietea".

## Società

### Evoluzione demografica
Abitanti censiti

### Etnie e minoranze straniere
Secondo i dati Istat al 31 dicembre 2019, i cittadini stranieri residenti a Pompeiana sono 57.

## Cultura

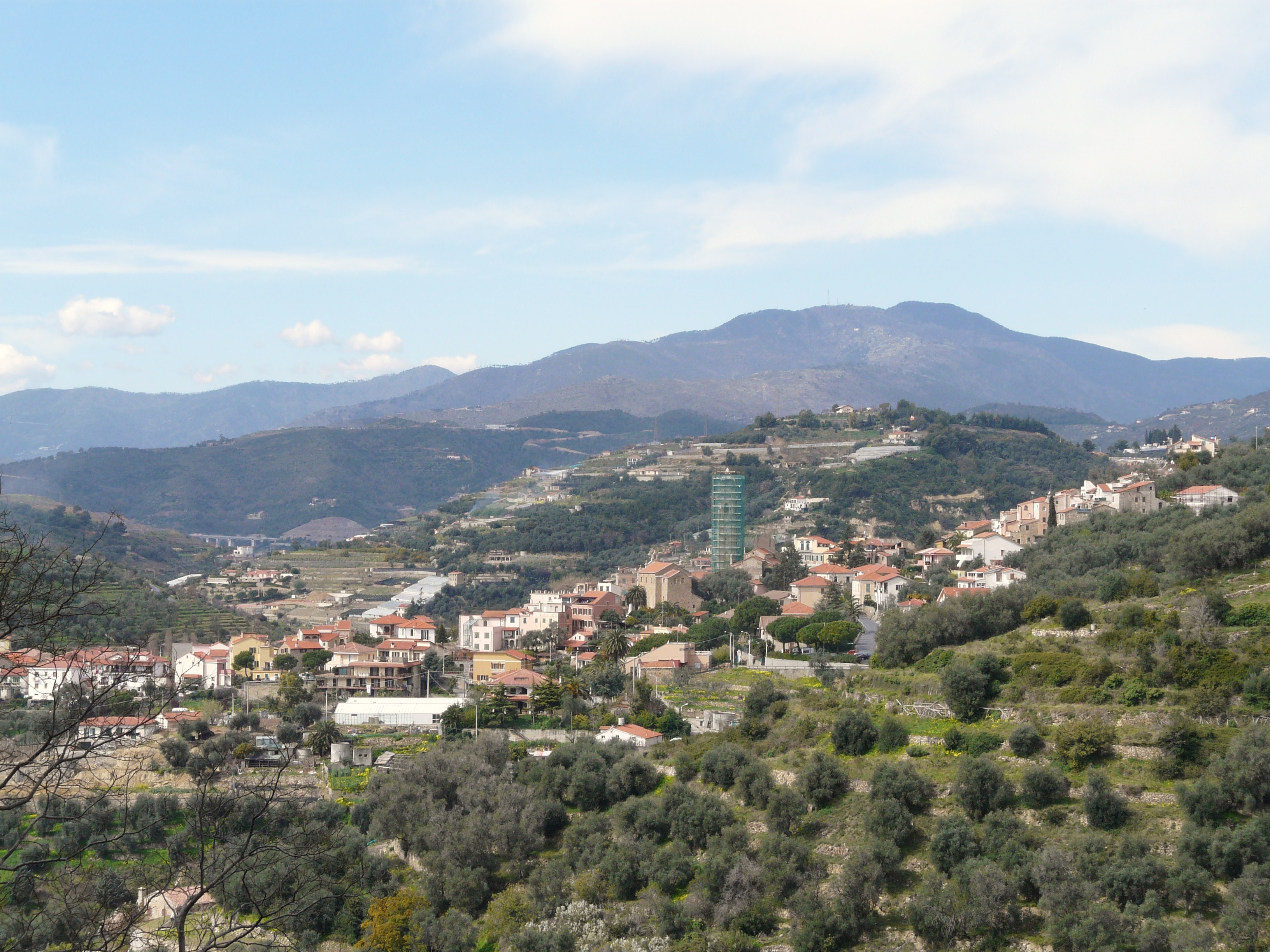
Panorama di Pompeiana

### Musica
- Banda musicale di Pompeiana, fondata nel 1929.

## Geografia antropica
Pompeiana è composta da diverse borgate, nuclei più antichi, distribuite a breve distanza l'una dall'altra. Costruzioni più recenti hanno successivamente dato al paese una distribuzione più continua e uniforme, anche se tuttora le borgate più antiche si trovano spesso nelle zone periferiche dell'abitato.
Il territorio comunale è costituito dalle borgate di Barbarasa, Belli, Cantu, Case Soprane, Conio, Costa San Giuseppe, Tento per una superficie territoriale di 5,38 km². Ad ovest, alle spalle della Torre dei Panei, una torre costruita nel XVI secolo per avvistamento e difesa dalle incursioni barbaresche, esiste un'ulteriore borgata (Costa Panera) abbandonata dopo il disastroso terremoto che colpì la Riviera di Ponente durante il 1831.
Confina a nord con il comune di Pietrabruna, a sud con Riva Ligure e Santo Stefano al Mare, ad ovest con Castellaro e ad est con Cipressa e Terzorio.

## Economia
Si basa principalmente sull'attività agricola e sulla lavorazione e commercializzazione dei prodotti naturali locali. Tra questi, il carciofo spinoso di Pompeiana ha ottenuto una certificazione PAT.

## Infrastrutture e trasporti

### Strade
Il territorio comunale di Pompeiana è attraversato principalmente dalla strada provinciale 50 che permette il collegamento stradale con Castellaro, verso ovest, e Riva Ligure verso sud e la costa. Ulteriore collegamento viario provinciale è la SP 49 dove, verso est, collegante il centro pompeianese con Terzorio.

## Amministrazione

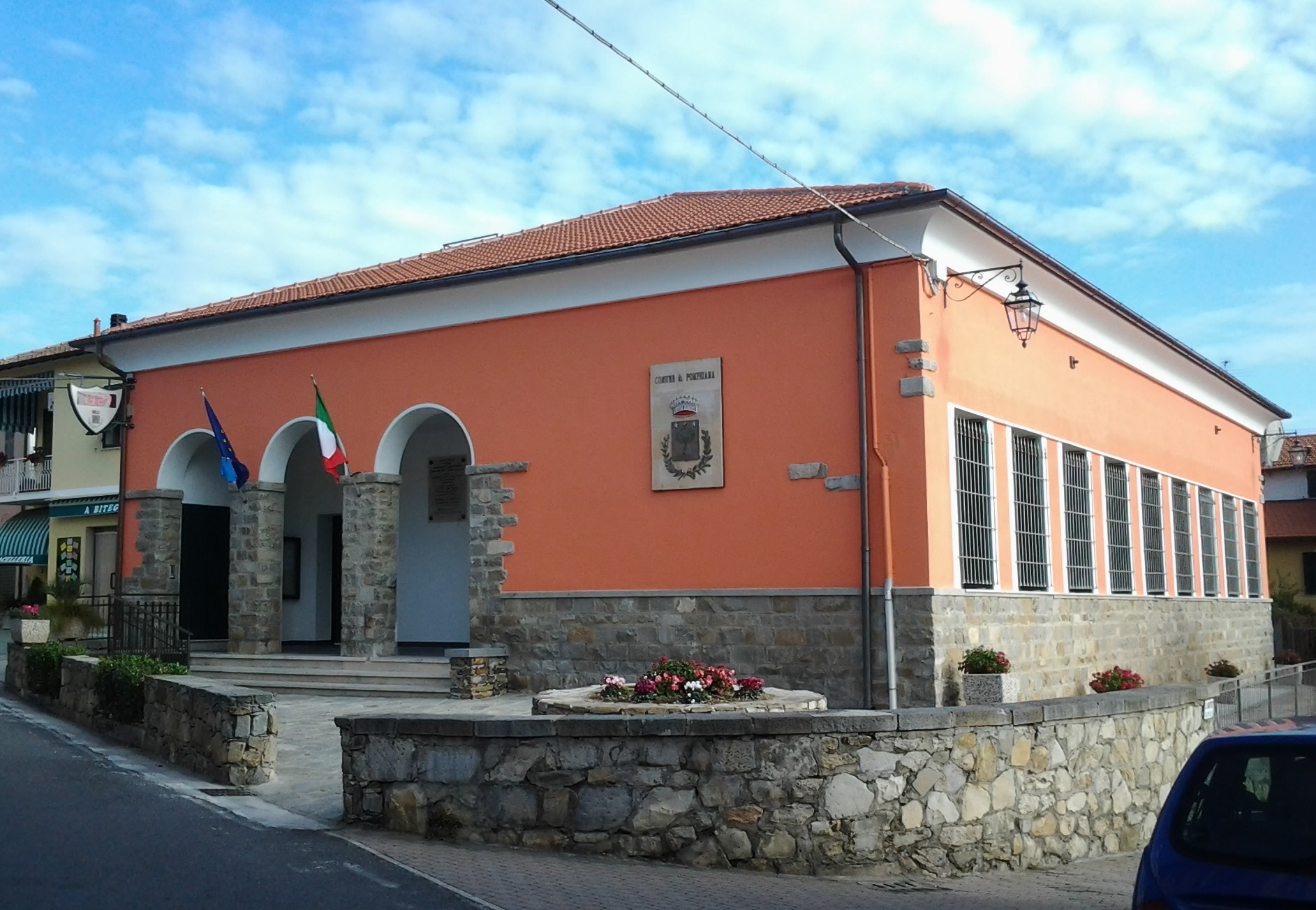
Il municipio

| Periodo        | Periodo        | Primo cittadino     | Partito                               | Carica      | Note   |
| -------------- | -------------- | ------------------- | ------------------------------------- | ----------- | ------ |
| 11 luglio 1988 | 7 giugno 1993  | Giovanni Costamagna | Democrazia Cristiana                  | Sindaco     |        |
| 8 giugno 1993  | 28 aprile 1997 | Giovanni Costamagna | Democrazia Cristiana                  | Sindaco     |        |
| 28 aprile 1997 | 14 maggio 2001 | Giovanni Costamagna | lista civica di centro                | Sindaco     |        |
| 14 maggio 2001 | 30 maggio 2006 | Stefania Costamagna | lista civica                          | Sindaco     |        |
| 30 maggio 2006 | 16 maggio 2011 | Rinaldo Boeri       | lista civica                          | Sindaco     |        |
| 16 maggio 2011 | 20 aprile 2015 | Rinaldo Boeri       | Insieme per Pompeiana" (lista civica) | Sindaco     | [ 14 ] |
| 20 aprile 2015 | 5 giugno 2016  | Pasquale Restuccia  | Insieme per Pompeiana (lista civica)  | Vicesindaco |        |
| 5 giugno 2016  | 4 ottobre 2021 | Pasquale Restuccia  | Insieme per Pompeiana (lista civica)  | Sindaco     |        |
| 4 ottobre 2021 | in carica      | Vincenzo Lanteri    | Cambiamo Pompeiana (lista civica)     | Sindaco     |        |